# Bernard King (Basketballspieler, 1956)
Bernard King (* 4. Dezember 1956 in Brooklyn, New York) ist ein ehemaliger amerikanischer Basketballspieler, der bei einer Größe von 2,01 Metern die Position des Small Forwards spielte. Er war von 1977 bis 1993 in der US-Profiliga NBA aktiv.

## Laufbahn
Im NBA-Draft 1977 wurde King von den New York Nets (ab Beginn der Saison 1977/78 New Jersey Nets) an siebter Stelle ausgewählt. 1978 wurde er für seine Leistungen im ersten Profijahr seiner Karriere in das NBA All-Rookie Team berufen. 
In seiner Karriere wurde er viermal für das NBA All-Star Game nominiert. Zweimal wurde er ins All-NBA First Team sowie je einmal ins All-NBA Second und All-NBA Third Team gewählt. 1984/85 hatte er in 55 Spielen einen Punkteschnitt von 32,9.
Am 8. September 2013 wurde King in die Naismith Memorial Basketball Hall of Fame aufgenommen.

## Sonstiges
1979 spielte King in der Filmkomödie Die Chance seines Lebens mit.